# Wahlkreis Tarn II
Der Wahlkreis Tarn II ist seit 1986 ein Wahlkreis (circonscription électorale) für die französische Nationalversammlung.

## Geografie und Demografie

### Seit 2010
Seit der Wahlkreisreform von 2010 umfasst der Wahlkreis folgende Kantone:
- Kanton Albi-Nord-Est
- Kanton Albi-Nord-Ouest
- Kanton Albi-Ouest
- Kanton Cadalen
- Kanton Carmaux-Nord
- Kanton Carmaux-Sud
- Kanton Castelnau-de-Montmiral
- Kanton Cordes-sur-Ciel
- Kanton Gaillac
- Kanton Graulhet
- Kanton Lisle-sur-Tarn
- Kanton Monestiés
- Kanton Pampelonne
- Kanton Rabastens
- Kanton Salvagnac
- Kanton Valderiès
- Kanton Vaour

Im Wahlkreis leben 132.307 Einwohner.

## Die bisherigen Abgeordneten des Wahlkreises
| Wahljahr | Wahljahr | Abgeordneter                    | Partei                           |
| -------- | -------- | ------------------------------- | -------------------------------- |
| 1988     |          | Charles Pistre                  | Parti socialiste                 |
| 1993     |          | Paul Quilès                     | Rassemblement pour la République |
| 1997     |          | Thierry Carcenac                | Parti socialiste                 |
| 2002     |          | Thierry Carcenac                | Parti socialiste                 |
| 2007     |          | Thierry Carcenac                | Parti socialiste                 |
| 2012     |          | Jacques Valax                   | Parti socialiste                 |
| 2017     |          | Marie-Christine Verdier-Jouclas | La République En Marche !        |
| 2022     |          | Karen Erodi                     | La France insoumise              |
| 2024     |          | Karen Erodi                     | La France insoumise              |

## Wahlergebnisse

### Parlamentswahl 2022
| Kandidaten               | Kandidaten                      | Parteien                                                                   | 1. Wahlgang | 1. Wahlgang | 2. Wahlgang | 2. Wahlgang |
| Kandidaten               | Kandidaten                      | Parteien                                                                   | Stimmen     | %           | Stimmen     | %           |
| ------------------------ | ------------------------------- | -------------------------------------------------------------------------- | ----------- | ----------- | ----------- | ----------- |
|                          | Karen Erodigewählt              | NUP – Nouvelle Union populaire écologique et sociale (La France insoumise) | 17.400      | 29,9        | 22.633      | 37,5        |
|                          | Marie-Christine Verdier-Jouclas | ENS – Ensemble (La République En Marche !)                                 | 16.487      | 28,3        | 21.151      | 35,0        |
|                          | Julien Bacou                    | RN – Rassemblement National                                                | 13.775      | 23,7        | 16.564      | 27,4        |
|                          | Corinne Darmani                 | REG – Résistons !                                                          | 2.399       | 4,1         |             |             |
|                          | Céline Boyer                    | REC – Reconquête                                                           | 2.342       | 4,0         |             |             |
|                          | Sandrine Madesclair             | DVG – Divers gauche (Socialiste)                                           | 2.155       | 3,7         |             |             |
|                          | Fabienne Marie Lada             | ECO – Écologiste (Écologie autrement)                                      | 1.182       | 2,0         |             |             |
|                          | Véronique Ponnelle              | DSV – Debout la France                                                     | 858         | 1,5         |             |             |
|                          | Karl-Henri Voizard              | ECO – Parti animaliste                                                     | 628         | 1,1         |             |             |
|                          | Boris Gimenez Sastre            | EXG – Lutte Ouvrière                                                       | 543         | 0,9         |             |             |
|                          | Joël Encontre                   | REG – Régions et peuples solidaires (Partit Occitan)                       | 413         | 0,7         |             |             |
|                          | Pascale Cuny                    | DVG – Divers gauche                                                        | 0           | 0,0         |             |             |
| Gesamt                   | Gesamt                          | Gesamt                                                                     | 58.182      | 100         | 60.348      | 100         |
|                          |                                 |                                                                            |             |             |             |             |
| Leere Stimmzettel        | Leere Stimmzettel               | Leere Stimmzettel                                                          | 1.288       | 2,1         | 1.291       | 2,1         |
| Ungültige Stimmzettel    | Ungültige Stimmzettel           | Ungültige Stimmzettel                                                      | 653         | 1,1         | 711         | 1,1         |
| Wähler                   | Wähler                          | Wähler                                                                     | 60.123      | 54,7        | 62.350      | 56,7        |
| Wahlberechtigte          | Wahlberechtigte                 | Wahlberechtigte                                                            | 109.859     |             | 109.876     |             |
|                          |                                 |                                                                            |             |             |             |             |
| Quelle: Innenministerium |                                 |                                                                            |             |             |             |             |

### Parlamentswahl 2024
| Kandidaten               | Kandidaten            | Parteien                                                   | 1. Wahlgang | 1. Wahlgang | 2. Wahlgang | 2. Wahlgang |
| Kandidaten               | Kandidaten            | Parteien                                                   | Stimmen     | %           | Stimmen     | %           |
| ------------------------ | --------------------- | ---------------------------------------------------------- | ----------- | ----------- | ----------- | ----------- |
|                          | Karen Erodigewählt    | UG – Nouveau Front populaire (La France insoumise)         | 24.048      | 31,6        | 35.447      | 50,7        |
|                          | Julien Bacou          | RN – Rassemblement National                                | 28.850      | 37,9        | 34.425      | 49,3        |
|                          | Pierre Verdier        | ENS – Ensemble pour la République (Territoires de Progrès) | 16.501      | 21,7        | 0           | 0,0         |
|                          | Thierno Bah           | LR – Les Républicains                                      | 4.082       | 5,4         |             |             |
|                          | Joël Encontre         | REG – Régions et peuples solidaires (Partit Occitan)       | 1.058       | 1,4         |             |             |
|                          | Frédéric Lamouche     | REC – Reconquête                                           | 989         | 1,3         |             |             |
|                          | Boris Gimenez-Sastre  | EXG – Lutte Ouvrière                                       | 512         | 0,7         |             |             |
| Gesamt                   | Gesamt                | Gesamt                                                     | 76.040      | 100         | 69.872      | 100         |
|                          |                       |                                                            |             |             |             |             |
| Leere Stimmzettel        | Leere Stimmzettel     | Leere Stimmzettel                                          | 2.034       | 2,6         | 6.474       | 8,2         |
| Ungültige Stimmzettel    | Ungültige Stimmzettel | Ungültige Stimmzettel                                      | 1.015       | 1,3         | 2.826       | 3,6         |
| Wähler                   | Wähler                | Wähler                                                     | 79.089      | 71,7        | 79.172      | 71,8        |
| Wahlberechtigte          | Wahlberechtigte       | Wahlberechtigte                                            | 110.310     |             | 110.310     |             |
|                          |                       |                                                            |             |             |             |             |
| Quelle: Innenministerium |                       |                                                            |             |             |             |             |